# 81. østlige længdekreds
Den 81. østlige længdekreds (eller 81 grader østlig længde) er en længdekreds, der ligger 81 grader øst for nulmeridianen. Den løber gennem Ishavet, Asien, det Indiske Ocean, det Sydlige Ishav og Antarktis.